# AMX International AMX
AMX International AMX (Ghibli) – lekki samolot szturmowy produkowany przez włosko-brazylijską firmę joint-venture AMX International i oznaczony symbolem A-1 w brazylijskich siłach zbrojnych.

## Historia
Samolot oblatano w 1984 roku. AMX służył we włoskich i brazylijskich siłach powietrznych. Jest wyposażony w działka lotnicze, dwie rakiety AIM-9 i do 3800 kg bomb. Jest zdolny do operowania z dużą prędkością poddźwiękową i na małej wysokości, w dzień i w nocy, oraz w razie konieczności z baz ze słabo wyposażonymi lub uszkodzonymi pasami startowymi.

### Włochy
Do Aeronautica Militare maszyna została przyjęta w 1989 roku, jako następca samolotów Fiat G.91. Początkowo nie wzbudziła enyzjazmu w siłach powietrznych. Konstrukcja była krytykowana za sbyt słabą jednostkę napędową i ubogie wyposażenie. W efekcie kontrowersji, jakie wzbudzała maszyna, flotę AMX w siłach powietrznych Włoch dwukrotnie uziemiano, w 1991 i 1996 roku. Celem poprawy parametrów samolotu, w 2003 roku rozpoczęto program ACOL (Adeguamento delle Capacità Operative e Logistiche). Programem ACOL objęto 43 samoloty wersji A-11A i 10 wersji TA-11B. Program zakończył się w 2012 roku. Pierwszy zmodernizowany AMX dostarczono w sierpniu 2007 roku. W ramach projektu zainstalowano innercyjny system nawigacji/GPS, zmodyfikowano systemy łączności, identyfikacji swój - obcy, kokpit przystosowano do pracy z goglami noktowizyjnymi. Zainstalowano nowe, wielofunkcyjne kolorowe wyświetlacze LCD. AMX przystosowano do przenoszenia nowego zasobnika rozpoznawczego RecceLite oraz systemu celowniczego Litening. Dzięki modrnizacji samolot przystosowano do przenoszenia szerokiego wachlarza uzbrojenia precyzyjnego. 5 kwietnia 2024 roku samolot został oficjalnie wycodany z użytkowania we włoskich siłach powietrznych.

### Brazylia
Do służby w lotnictwie Brazylii został oficjalnie przyjęty 12 sierpnia 1989. Dostarczono ogółem 45 samolotów jednomiejscowych oznaczonych A-1A i 12 dwumiejscowych A-1B. Weszły w skład trzech eskadr (dwie ostatnie otrzymały je w 1998 i 1999. W 2009 roku podpisano umowę na modernizację 43 samolotów, pod oznaczeniem A-1M. Otrzymały m.in. stację radiolokacyjną SPC-01 Scipio, nowoczesną awionikę, obejmującą m.in. 3 wyświetlacze wielofunkcyjne, system walki radioelektronicznej i nawigacyjny układ obserwacji w podczerwieni. Gama uzbrojenia została rozszerzona o bomby kierowane naprowadzane laserowo lub systemem GPS oraz pociski przeciwradarowe MAR-I. Pierwszy zmodernizowany samolot oblatano 19 czerwca 2012, seryjne zmodernizowane samoloty rozpoczęto dostarczać w 2013 r.

## Służba
W 1995 roku samoloty AMX weszły w skład lotniczego komponentu Włoch podczas operacji Deliberate Force, zapewniając wsparcie operacji pokojowej sił ONZ w Bośni i Hercegowinie UNPROFOR. W tym samym rejonie włoskie AMX ponownie pojawiły się w 1999 roku biorąc udział w operacji Allied Force. Będąc w składzie Powietrznej Grupy Zadaniowej "Birgi" i operując z lotniska w Trapani, AMX wzięłu udział w operacji Unified Protector, interweniując w toczącej się w Libii wojnie domowej. Podczas swoich misji samoloty spędziły w powietrzu ponad 500 godzin. W czerwcu 2016 roku AMX pojawiły się w Kuwejcie, gdzie w ramch Grupy Zadaniowej "Black Cats", wzięły udział w operacji Inherent Resolve, wykonując misje rozpoznawcze w Państwie Islamskim. Włoskie samoloty przeprowadziły działania o łącznym nalocie rzędu 17 tysięcy godzin.
W latach 2009 - 2014, AMX operowały w Afganistanie w ramach Międzynarodowych Sił Wsparcia Bezpieczeństwa. Od 7 listopada 2009 roku, cztery samoloty operowały z bazy w Heracie. Początkowo pilotom pozwalano na użycie jedynie pokładowego działka, realizując misje o charakterze rozpoznawczym. Dopiero po czasie zezwolono na użycie uzbrojenia bombowego. W Afganistanie AMX cieszyły się bardzo dobrą opinią. Ich niewielkie wymagania co do infrastruktury lotniskowej i obsługi, niewielkie koszty eksploatacji, w afganiskich warunkach umożliwiły zachowanie bardzo dużego poziomu gotowości bojowej. Samoloty doskonale sprawdzły się w eksploatacji w gorącym afganiskim klimacie gdzie temperatury roczne w Heracie wahały się od -20°C zimą do +50°C latem. Ostatnie włoskie AMX opuściły Afganistan 20 czerwca 2014 roku, mając na swoim koncie 10 000 godzin spędzonych w powietrzu i 3000 misji wsparcia.

## Użytkownicy
- Força Aérea Brasileira
  - 1 Esquadrão/16 Grupo de Aviação Esquadrão Adelphi
  - 1 Esquadrão/10 Grupo de Aviação
  - 3 Esquadrão/10 Grupo de Aviação
- Aeronautica Militare
  - 13 Gruppo/32 Stormo
  - 14 Gruppo/2 Stormo (rozwiązany)
  - 28 Gruppo/3 Stormo (rozwiązany)
  - 101 Gruppo/32 Stormo
  - 103 Gruppo/51 Stormo
  - 132 Gruppo/51 Stormo